# East (The Walking Dead)
"East" là tập thứ mười lăm trong Phần 6 của series phim truyền hình The Walking Dead. Tập phim được phát sóng trên kênh AMC của Mỹ vào ngày 27 tháng 3 năm 2016. Khi phát sóng tại Mỹ, tập phim đã được 12,384 triệu người xem trong đó có 5,8 triệu người từ 18-49 tuổi.

## Nội dung tập
Quay trở về thời điểm trước khi rời khỏi Alexandria, tại nhà, Carol đang cho những đồ cần thiết vào túi để chuẩn bị cho việc bỏ đi. Cô vội vàng giấu chiếc túi xuống dưới gầm giường khi nghe thấy tiếng Tobin gọi mình. Bước vào trong phòng, Tobin tâm sự với người yêu về cái chết của Denise. Tuy nhiên, những lời anh nói dường như chỉ là thoáng qua đối với Carol, khi mà cô đang mải suy nghĩ về việc khác. Đêm hôm đó, trong lúc Tobin còn đang say ngủ, Carol lẳng lặng xách túi lên và đi khỏi.
Sang ngày hôm sau, Carl đến kho vũ khí và nhìn thấy một khẩu súng ngắn có khắc hình một cây gậy bóng chày trên báng súng. Cậu liền cho khẩu súng đó vào túi.
Glenn đang ở cùng Maggie trong phòng tắm. Anh chợt phát hiện ra những vết thâm quanh bụng vợ.
Daryl đang đứng cạnh chiếc mô-tô của mình. Anh lôi chiếc móc chìa khóa có ghi chữ “Dennis” ra và nhìn nó với vẻ hận thù.
Trong khi đó, Abraham đến thay ca gác cho Sasha tại chốt canh cạnh cổng chính. Trước khi đi, Sasha đưa cho anh một điếu xì gà và mỉm cười. Tuy nhiên, cả hai người họ đều tỏ vẻ ái ngại khi bắt gặp ánh nhìn của Rosita gần đó.
Tại nhà, Rick và Michonne đang nằm trên giường cùng nhau. Michonne ngồi dậy mặc quần áo để ra ngoài giúp Glenn và Maggie. Cô nói với Rick rằng Maggie đang rất lo lắng về việc sẽ có một thế lực nguy hiểm tới tấn công Alexandria. Tuy nhiên, Rick trấn an cô rằng họ sẽ hạ gục bất kỳ những kẻ nào còn sót lại trong hội The Saviors dám bén mảng tới đây. “Thế giới này là của chúng ta và chúng ta biết cách nắm giữ nó” - anh khẳng định.
Lát sau, Michonne đến chỗ Maggie và Glenn để chuẩn bị vũ khí. Maggie cho rằng họ nên giấu một ít súng rải rác khắp cộng đồng để có thể tự vệ bất cứ khi nào bị tấn công. Đúng lúc đó, họ nhìn thấy Daryl phóng xe đến trước cổng chính. Bất chấp sự phản đối của Rosita, Daryl vẫn tự mở cổng và đi khỏi. Khi Glenn và Michonne quyết định sẽ lên xe đuổi theo để cản Daryl lại, Rosita nói rằng cô sẽ đi cùng họ vì cô biết nơi mà Daryl đang tới.
Tobin tới để đưa cho Rick xem bức thư từ biệt của Carol. Đọc xong thư, họ tức tốc đi tới chỗ cổng nơi Morgan, Sasha và Abraham đang đứng. Sau một hồi thảo luận, họ kết luận rằng Carol đã lấy đi một chiếc xe ở bên ngoài bức tường và rời khỏi vào thời điểm những người gác cổng chính đang thay ca trực. Trước khi cùng Morgan leo lên xe để đi tìm Carol, Rick dặn những người ở nhà không được thêm một ai rời khỏi và hãy chuẩn bị sẵn tinh thần cho một cuộc tấn công.
Lúc này trên đường đi, Carol bất ngờ bị một nhóm những kẻ cầm thuộc The Saviors đi ngang qua bắn thủng lốp xe. Cô bị ép bước ra ngoài, giơ hai tay lên và khai ra thân phận của mình. Mặc dù Carol đã nói dối tên mình và bảo rằng mình không có nơi ở nào, một tên trong số chúng - Jiro cho biết rằng chiếc xe có nhiều cọc gỗ cắm xuyên qua mà cô lái rất giống với những chiếc bên ngoài của cộng đồng Alexandria, cũng là nơi mà chúng đang tới. Biết được rằng kẻ thù đã tìm ra được nơi ở của nhóm mình, Carol giả vờ khóc rồi khuyên chúng không nên gây chiến mà hãy trở về nhà. Khi những kẻ này bật cười và định bắt Carol làm con tin, lúc này, cô mới dùng khẩu súng giấu trong ống tay áo để xả về phía chúng và giết chết hầu hết những tên này. Một tên còn sống lao ra xe và đuổi theo Carol nhưng đã bị cô dùng một chiếc cọc đâm xuyên qua người. Sau khi hắn chết, Carol tiến lại gần chỗ của Jiro, kẻ vẫn còn sống và đang nấp phía sau xe. Khi cô lên tiếng yêu cầu hắn bước ra, Jiro cầm dao lao về phía Carol. Có tiếng súng nổ và máu rơi xuống.
Maggie ghé qua kho thực phẩm để ăn trưa trước khi tiếp tục ca gác của mình. Cô gặp Enid tại đây, người nhận thấy vẻ mệt mỏi trên khuôn mặt Maggie và nói rằng cô bé sẽ nhận ca gác thay cho cô trong lúc cô nghỉ.
Rick và Morgan đang lần theo dấu bánh xe của Carol. Morgan nhận thấy rằng Carol đã đi về phía Đông, trái ngược với hướng Tây nơi có căn cứ của The Saviors mà nhóm của Rick từng tới tấn công. Khi được Rick hỏi rằng vì sao ông lại nhất quyết muốn đi tìm Carol, một người mà gần như không thân thích với ông, Morgan đáp lại rằng ông biết nhiều về Carol hơn Rick nghĩ, đồng thời thừa nhận rằng quan niệm sống của ông có lẽ không thực sự phù hợp trong thế giới này.
Sau khi Carol đã bỏ đi, Roman - kẻ giả chết trong đám The Saviors lúc này mới mở mắt và bước ra khỏi xe. Vừa rên rỉ đau đớn do bị trúng đạn ở lưng, hắn nhìn thấy Jiro đang nằm hấp hối sắp chết dưới đất. Trông thấy xe của Rick và Morgan tiến đến từ xa, Roman liền nấp vào một bụi cây gần đó.
Tới nơi, Rick và Morgan thấy hiện trường sự việc vừa xảy ra và nhìn thấy chiếc xe Carol lái. Họ rút ra kết luận rằng những kẻ vừa chết này là người của The Saviors do chúng sử dụng những cây giáo đến từ cộng đồng Hilltop. Không dám chắc rằng Carol còn sống hay đã chết, hai người họ quyết định lần theo manh mối duy nhất là vệt máu hướng về phía cánh đồng bên cạnh. Vừa đi, Rick vừa tỏ vẻ hối tiếc rằng sau vụ triệt hạ căn cứ của The Saviors, mọi chuyện vẫn chưa kết thúc như anh tưởng. Morgan bèn đáp rằng thay vì vậy, Rick đã “khởi đầu một thứ gì đó”. Khi Rick và Morgan đã đi xa khỏi, Roman lúc này mới chui ra từ bụi cây đang nấp. Hắn nhặt chuỗi mân côi mà Carol làm rơi lên và bám theo họ.
Rosita, Glenn và Michonne đến được nơi mà Denise bị giết. Họ phát hiện ra chiếc mô tô của Daryl được giấu gần đó và chính thức xác nhận rằng anh ấy đã quay trở lại đây để tìm Dwight trả thù. Rosita dẫn đường cho hai người còn lại đi theo hướng mà nhóm của Dwight đã chạy thoát. Tuy nhiên, bản thân cô cũng băn khoăn rằng liệu họ có nên ngăn cản Daryl làm việc mà anh ấy muốn không.
Sau khi được 3 người kia tìm thấy và cố thuyết phục rằng nên trở về nhà, Daryl vẫn từ chối và kiên quyết phải tìm Dwight để trả thù cho cái chết của Denise. Rosita chợt đồng tình với suy nghĩ của Daryl và đi theo anh. Hai người họ tách khỏi và tiếp tục tìm kiếm kẻ thù.
Còn lại mình họ, Glenn và Michonne đành lên đường quay trở lại xe để về nhà. Khi Glenn đang bày tỏ nỗi lo lắng rằng có thể ngay lúc này Alexandria đang bị tấn công, họ đột nhiên nghe thấy tiếng huýt sao vang lên gần đó. Ngoái nhìn xung quanh, Glenn và Michonne nhận ra rằng họ đã bị nhóm của Dwight bao vây.
Trên đường lần theo dấu máu của Carol. Morgan nói với Rick rằng ông đã được nghe mọi người kể về việc anh từng trục xuất Carol khỏi nhà tù do đã giết hai người bị bệnh cúm. Morgan cho rằng nếu như hồi đó Rick không làm vậy, Carol có lẽ đã không trở lại và cứu nhóm của anh ở Terminus. “Con người ta luôn có thể quay trở lại” - Morgan nói và ngụ ý theo cả nghĩa đen lẫn nghĩa bóng.
Tới được một trang trại bỏ hoang, họ nhìn thấy một người đàn ông đang cầm giáo giết chết vài xác sống. Rick chĩa súng vào người anh ta và ra lệnh hạ vũ khí xuống. Tuy nhiên, người này nói rằng anh ta chỉ đang tìm con ngựa của mình và không muốn gặp rắc rối. Khi ngày càng có nhiều walker xuất hiện, người này bèn bỏ chạy. Rick nhắm bắn anh ta nhưng đã bị Morgan hất tay làm chệch đường đạn. Sau khi đã giết hết các xác sống, Rick một lần nữa suy đoán rằng người kia là một thành viên của The Saviors do anh ta cũng dùng loại giáo của cộng đồng Hilltop. Mặc dù vậy, Morgan cho rằng họ hoàn toàn không có căn cứ để chắc chắn về điều đó. Lúc này, ông mới thú thực với Rick về việc mình đã giữ tên thủ lĩnh của The Wolves trong nhà giam Alexandria. Thấy Rick vừa bất ngờ vừa bực bội, Morgan liền tiếp tục kể về chuyện chính tên đó đã cứu Denise khỏi đám xác sống, và nhờ vậy cô ấy mới cứu mạng được Carl. “Tất cả đều là một vòng tuần hoàn. Mọi thứ đều có nhân quả của nó” - những lời ông nói khiến Rick phải suy nghĩ. Sau cùng, Morgan nói rằng mình sẽ tiếp tục đi tìm Carol và bảo Rick trở về Alexandria để bảo vệ cộng đồng. Nhận được khẩu súng Rick đưa, ông dặn anh rằng cũng đừng đi tìm nếu ông không quay trở về.
Về tới Alexandria, Rick gặp Abraham vẫn đang đứng gác. Anh cảm thấy lo lắng khi biết rằng nhóm những người ra ngoài trước đó vẫn chưa quay về.
Maggie gọi Enid tới nhà để nhờ cô bé cắt tóc cho mình. Sau khi mái tóc mới đã được hoàn thiện, Maggie bỗng nhiên ôm bụng và gào lên đau đớn.
Trong rừng, Daryl và Rosita lặng lẽ tiến lại gần khi thấy Glenn & Michonne bị các thành viên The Saviors trói tay và bịt miệng. Trông thấy Daryl từ xa, Glenn cố gắng kêu lên để cảnh báo điều gì đó nhưng không thể thốt ra lời. Bất ngờ từ đằng sau Daryl, Dwight chĩa súng vào người anh và nói: “Chào mày, Daryl”. Khi Daryl quay lại nhìn, Dwight bóp cò, khiến máu bắn ra tung tóe. “Mày sẽ ổn thôi” - Dwight nói.

## Diễn viên

### Diễn viên chính
- Andrew Lincoln vai Rick Grimes
- Norman Reedus vai Daryl Dixon
- Steven Yeun vai Glenn Rhee
- Lauren Cohan vai Maggie Greene
- Chandler Riggs vai Carl Grimes
- Danai Gurira vai Michonne
- Melissa McBride vai Carol Peletier
- Michael Cudlitz vai Abraham Ford
- Lennie James vai Morgan Jones
- Sonequa Martin-Green vai Sasha Williams
- Josh McDermitt vai Eugene Porter*
- Christian Serratos vai Rosita Espinosa
- Alanna Masterson vai Tara Chambler*
- Seth Gilliam vai Gabriel Stokes*
- Ross Marquand vai Aaron*
- Austin Nichols vai Spencer Monroe*

### Diễn viên định kỳ
- Jason Douglas vai Tobin
- Austin Amelio vai Dwight
- Katelyn Nacon vai Enid
- Ann Mahoney vai Olivia*

Rich Ceraulo vai Jiro
- Stuart Greer vai Roman

*Không xuất hiện trong tập này

### Các diễn viên phụ khác
- Robert Walker-Branchaud vai Neil
- Daniel Newman vai Daniel
- (Không rõ) vai Miles

## Cái chết trong tập
- Miles
- Jiro
- 2 thành viên khác không rõ tên của The Saviors

## Đánh giá
"East" thu về phản hồi tương đối ổn từ các chuyên gia phê bình. Trên trang Rotten Tomatoes, có 68% trong số 31 bài đánh giá về tập phim mang tính tích cực. Bình luận mà trang này đưa ra là: ""East" có nhiều khoảnh khắc lên xuống không đồng đều, nhưng cũng dành ra được thời gian cho một vài phân cảnh hồi hộp, cộng với một cái kết lửng đủ để khiến khán giả đợi chờ tập cuối mùa phim vào tuần sau". Matt Fowler từ trang IGN cho tập phim điểm 7 trên 10 và nhận xét tích cực về cốt truyện của 3 nhân vật Rick, Morgan, Carol. Tuy nhiên, Fowler cảm thấy có đôi chỗ không hợp lý khi nhiều nhân vật lần lượt rời Alexandria để đuổi theo các thành viên của The Saviors.
Bên cạnh đó, có một số nhà phê bình đưa ra những nhận xét khắt khe hơn. Tiêu biểu như Bryan Bishop của trang The Verge, người chỉ trích gay gắt cảnh Daryl bị bắn cuối tập phim. Ông gọi đó là "một chiêu trò rẻ tiền để gây shock với những khán giả trung thành và chẳng có ý nghĩa gì hơn".

## Bên lề
- Lần xuất hiện đầu tiên của: Jiro, Miles, Roman, Daniel.
- Tên của tập phim đến từ lời nói của Morgan với Rick rằng Carol bỏ đi về phía Đông, trái ngược với hướng Tây nơi nhóm Rick đã đến tấn công căn cứ của The Saviors.
- Bài hát được sử dụng đầu tập phim là “It’s All Over” của Johnny Cash.
- Toàn bộ những chiếc cọc gỗ trên xe của Carol đều là thật ngoại trừ chiếc mà cô dùng để đâm chết tên Miles, chiếc cọc này được tạo nên bởi kỹ xảo làm phim. Các thành viên trong đoàn đã đặt cho chiếc xe này biệt danh là “Xe Nhím”.
- Xác sống mà Rick và Morgan tưởng nhầm là Carol trong tập được thủ vai bởi chính diễn viên đóng thế của Melissa McBride.[5]